# Océanologie
Cet article concerne l'océanologie. Pour l'océanographie, voir Océanographie.
L’océanologie regroupe l'ensemble des disciplines scientifiques ayant trait à l'océan et appliquées à l'exploitation des ressources océaniques (services, industries) et à la protection des environnements marins.
L’océanologie diffère de l'océanographie par la prise en compte des paramètres comportementaux, environnementaux et écologiques des ressources océaniques.
Les scientifiques travaillant dans ce domaine sont appelés océanologues. Un des objectifs de cette science est l'étude des océans de manière à l’exploiter durablement ainsi que de manière responsable[réf. nécessaire].

## Définition fluctuante
Selon les sources, l'océanologie peut être synonyme d'océanographie, la description des océans ou de sciences océanographiques (conception anglo-saxonne). D'autres précisent que l'océanologie diffère de l'océanographie par l'explication des mécanismes des océans et l'utilisation de ces connaissances pour des applications. En réalité, le terme d'océanologie correspond à un stade particulier de l'histoire des sciences et des techniques : l'océanologie se détache de l'océanographie à partir du moment où les « travaux scientifiques et la technologie permettent d'aborder une nouvelle étape, celle de la conquête et de l'exploitation des océans au profit des hommes ».     